# Ульянинское сельское поселение (Тверская область)
Улья́нинское се́льское поселе́ние (карел. Ul’l’anovan kyläkunda) — упразднённое в 2013 году муниципальное образование Краснохолмского района Тверской области.
Ульянинское сельское поселение было образовано в соответствии с законом Тверской области от 28 февраля 2005 г. № 32-ЗО. Включило в себя территорию Ульянинского сельского округа.
Центр поселения — деревня Ульянино.
Законом Тверской области от 28 марта 2013 года № 17-ЗО Лихачёвское сельское поселение, Ульянинское сельское поселение и Мартыновское сельское поселение были преобразованы путём объединения во вновь образованное муниципальное образование Лихачёвское сельское поселение Краснохолмского района Тверской области. Центр поселения — деревня Лихачёво.

## География
- Общая площадь: 80,7 км²
- Нахождение: центральная часть Краснохолмского района, к северу от города Красный Холм.

Главная река — Решетиха.
На западе — железнодорожная линия «Москва—Савёлово—Сонково—Овинище II».

## Экономика
Основное хозяйство — колхоз «Путь Ленина».

## Население
По данным на момент создания, на территориях поселения проживало 495 жителей, , на 01.01.2012 — 332 человека. Национальный состав: русские и тверские карелы.

## Населенные пункты
На территории поселения находятся следующие населённые пункты:
| №  | Тип нп | Название          | Население (2008 год) |
| -- | ------ | ----------------- | -------------------- |
| 1  | дер.   | Бельково          | 14                   |
| 2  | дер.   | Большая Погорелка | 38                   |
| 3  | дер.   | Будилово          | 6                    |
| 4  | дер.   | Быковищи          | 4                    |
| 5  | дер.   | Гущино            | 29                   |
| 6  | дер.   | Захариха          | 17                   |
| 7  | дер.   | Костино           | 36                   |
| 8  | дер.   | Круглиха          | 1                    |
| 9  | дер.   | Михалиха          | 23                   |
| 10 | дер.   | Муравьево         | 10                   |
| 11 | дер.   | Остров            | 0                    |
| 12 | дер.   | Селилово          | 13                   |
| 13 | дер.   | Суслово           | 27                   |
| 14 | дер.   | Сутоки            | 4                    |
| 15 | дер.   | Ульянино          | 201                  |
| 16 | дер.   | Шаблыкино         | 2                    |

### Бывшие населенные пункты
В 1997 году исключена из учетных данных деревня Хотилово.